# Patrik Ćavar
Patrik Ćavar (Metković, 24. ožujka 1971.), bivši hrvatski rukometni reprezentativac.
Karijeru je počeo u RK Metković u čiju je prvu ekipu ušao s 15 godina. Sa 17 godina prelazi u banjalučki Borac, gdje ostaje do 19. godine i prelaska u RK Zagreb. Nakon 7 godina u Zagrebu otišao je u Barcelonu u kojoj je proveo četiri godine. Poslije Barce igrao je četiri godine u Granollersu, slijedi dolazak u RK Agram Medveščak gdje je igrao tek nekoliko mjeseci. Posljednjih godinu i pol igrao je za francuski Vernon. Nastupio je za reprezentaciju svijeta. U srpnju 2007. s navršenih 36 godina obznanio je završetak igračke karijere.
Živio je u Miamiju na Foridi u Sjedinjenim Američkim Državama. Komentator je teniskih prijenosa na Sportklubu.

## Trofeji

### Međunarodna natjecanja
- 2 puta klupski prvak Europe sa Zagrebom
- 3 puta klupski prvak Europe s Barcelonom
- zlato na Mediteranskim igrama 1993. u Languedoc-Roussillonu[1]
- zlato na Olimpijskim igrama u Atlanti 1996.
- srebro na SP na Islandu 1995.
- bronca na EP u Portugalu 1994.

### Nacionalna prvenstva
- jednom prvak Jugoslavije sa Zagrebom
- 7 puta prvak Hrvatske sa Zagrebom
- 3 puta prvak Španjolske s Barcelonom

### Nacionalni kupovi
- 7 puta osvajač Kupa Hrvatske sa Zagrebom
- 3 puta osvajač Kupa kralja s Barcelonom

### Osobna priznanja
- Kao član reprezentacije 1996. godine dobitnik je Državne nagrade za šport "Franjo Bučar".
- Dobitnik je godišnje Nagrade grada Metkovića "Ždral" u području sporta za 2013. godinu
- 5 puta najbolji igrač Hrvatske
- 4 puta najbolji strijelac Hrvatske
- jednom najbolji strijelac Jugoslavenske lige
- jednom najbolji strani igrač u Španjolskoj
- najbolji strijelac i član najbolje sedmorke na OI u Atlanti
- 4 puta igrao za reprezentaciju svijeta